# Billete de cincuenta dólares estadounidenses
El Billete de cincuenta dólares estadounidenses ($50) es la segunda más alta denominación de billetes de dólar estadounidenses solo superado por el billete de 100 dólares; ocupando el sexto lugar en denominaciones de billetes de dólares.
Se caracteriza por la imagen del Presidente de los EE.UU. Ulysses S. Grant que en la actualidad figura en el anverso, mientras que en el reverso aparece Capitolio de los Estados Unidos. Todos los billetes de 50 dólares son emitidos por la Reserva Federal.
La Oficina de Grabado e Impresión estima la "vida media" de un billete de 50 dólares en circulación es de 55 meses antes de que sea sustituido debido al desgaste.
Aproximadamente el 5% de todos los billetes es de 50 $. Son entregados por la Reserva Federal a los Bancos en precintos de papel de color marrón.
Un billete de cincuenta dólares suele ser llamado Grant por el retrato de Ulysses S. Grant en el billete.
La frase en inglés "In God We Trust" traducida al español como Confiamos en Dios o En Dios Confiamos aparece en todas las divisas de la moneda y se requiere por ley desde 1955. El lema nacional apareció por primera vez en el papel moneda en 1957.

## Historia

### Billetes de tamaño grande
- 1862: Se emitió el primer billete de $50. Billete de 50 dólares de 1862

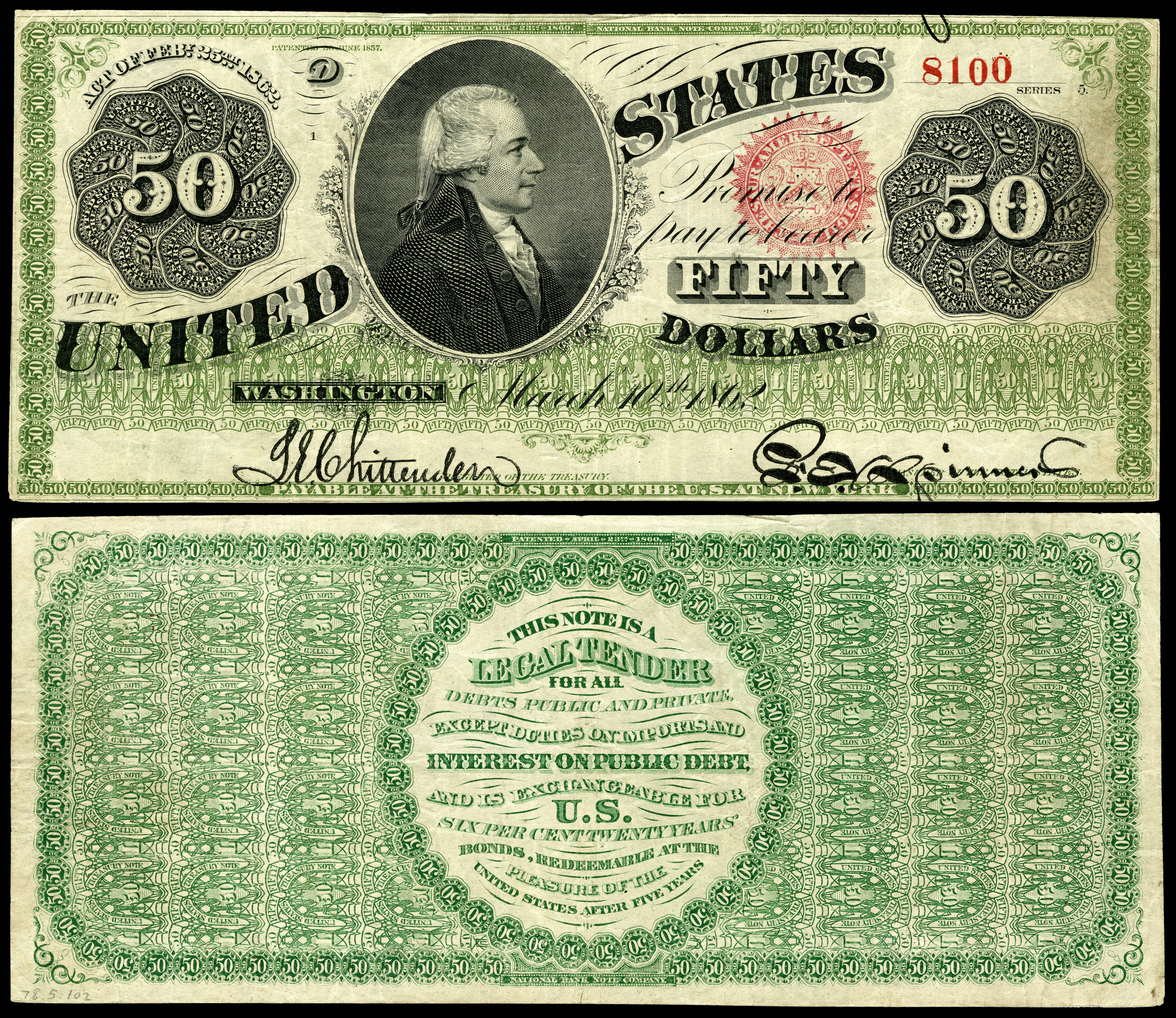
Billete de 50 dólares de 1862

- 1864: Se emitieron de nuevo billetes de interés de tres años con un diseño de águila calva y de borde ligeramente diferente en el anverso.

- 1869: Se emitió un nuevo billete de Estados Unidos de $50 con un retrato de Henry Clay a la derecha y una figura alegórica con una rama de laurel a la izquierda del anverso.

- 1870: Se emitieron Billetes "dorados" de $50 específicamente para el pago en moneda de oro por 2 bancos nacionales de oro. El anverso presentaba viñetas de George Washington cruzando el río Delaware; el reverso presentaba una viñeta de monedas de oro de los Estados Unidos.

- 1874: Otra nuevo billete de Estados Unidos de $50 se publicó con un retrato de Benjamin Franklin a la izquierda y la figura alegórica de Estatua de la Libertad a la derecha del anverso.

- 1878: El primer "billete de plata" de $50 se emitió con un retrato de Edward Everett. El reverso fue impreso en tinta negra.

- 1880: La serie de "billetes de plata" de 1878 fue ligeramente revisada. Billete de 50 dólares de 1880, con Benjamin Franklin.

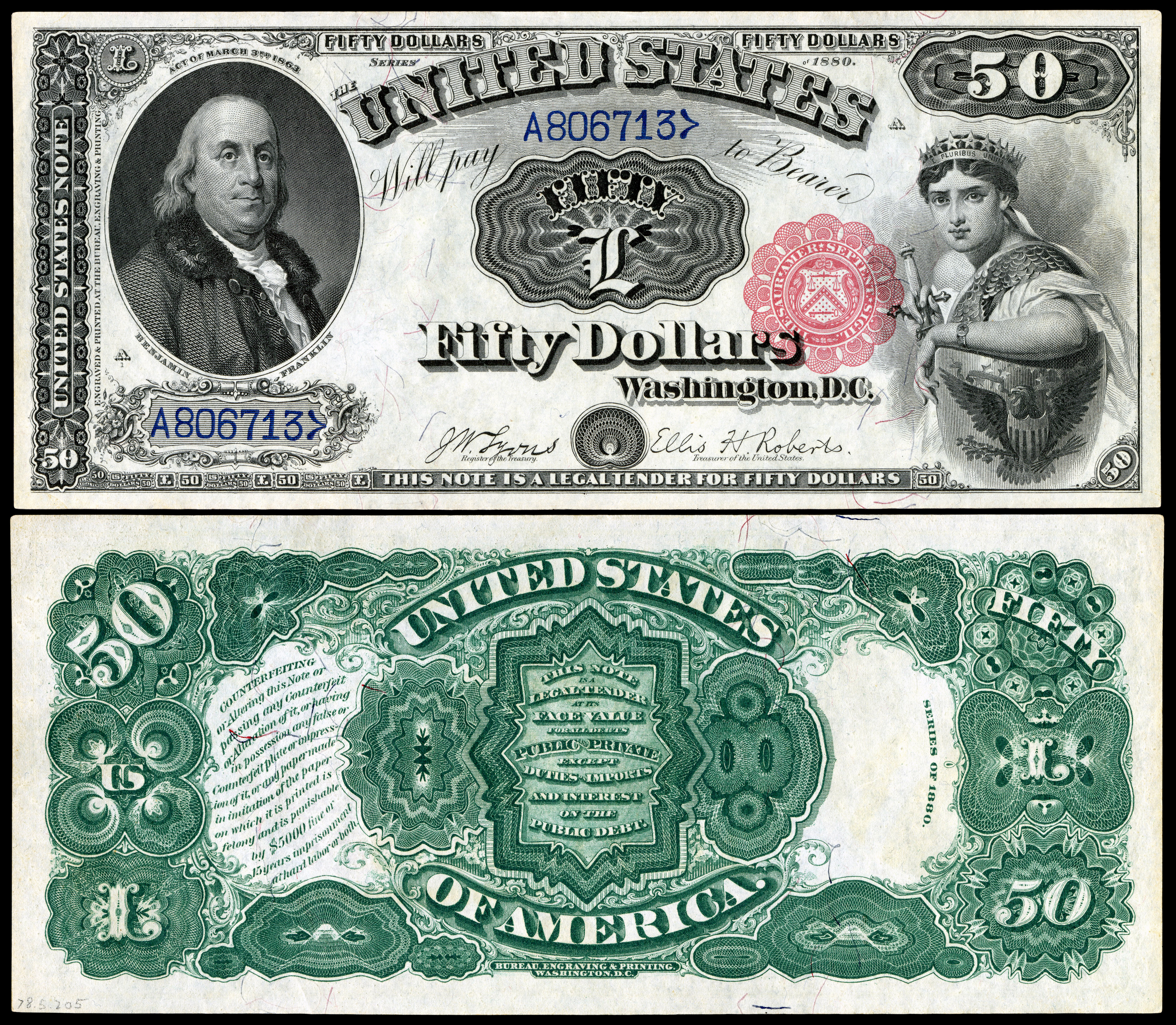
Billete de 50 dólares de 1880, con Benjamin Franklin.

- 1882: Se emitió el primer "billete de oro" de $50 con un retrato de Silas Wright. El revés se imprimió en tinta anaranjada donde mostraba un águila calva encaramada encima de una bandera estadounidense.

- 1891: El anverso del "billete de plata" de $50 se revisó ligeramente y el reverso se modificó por completo.

- 1891: El Tesoro de $ 50 o "Coin Note" se emitió y se otorgó para compras gubernamentales de lingotes de plata de la industria minera de plata. El billete presentaba un retrato de William H. Seward.

- 1913: Se emitió un nuevo "billete de Oro" de $50 con un retrato de Ulysses S. Grant. El estilo del área debajo del retrato de Grant se usó luego en notas de pequeño tamaño. Foto de Ulysses S. Grant en la guerra civil

Foto de Ulysses S. Grant en la guerra civil

- 1914: El primer billete de la Reserva Federal de $50 se emitió con un retrato de Ulysses S. Grant en el anverso y una figura alegórica de Panamá entre un comerciante y un barco de batalla en el reverso. Billete de 50 dólares de 1914

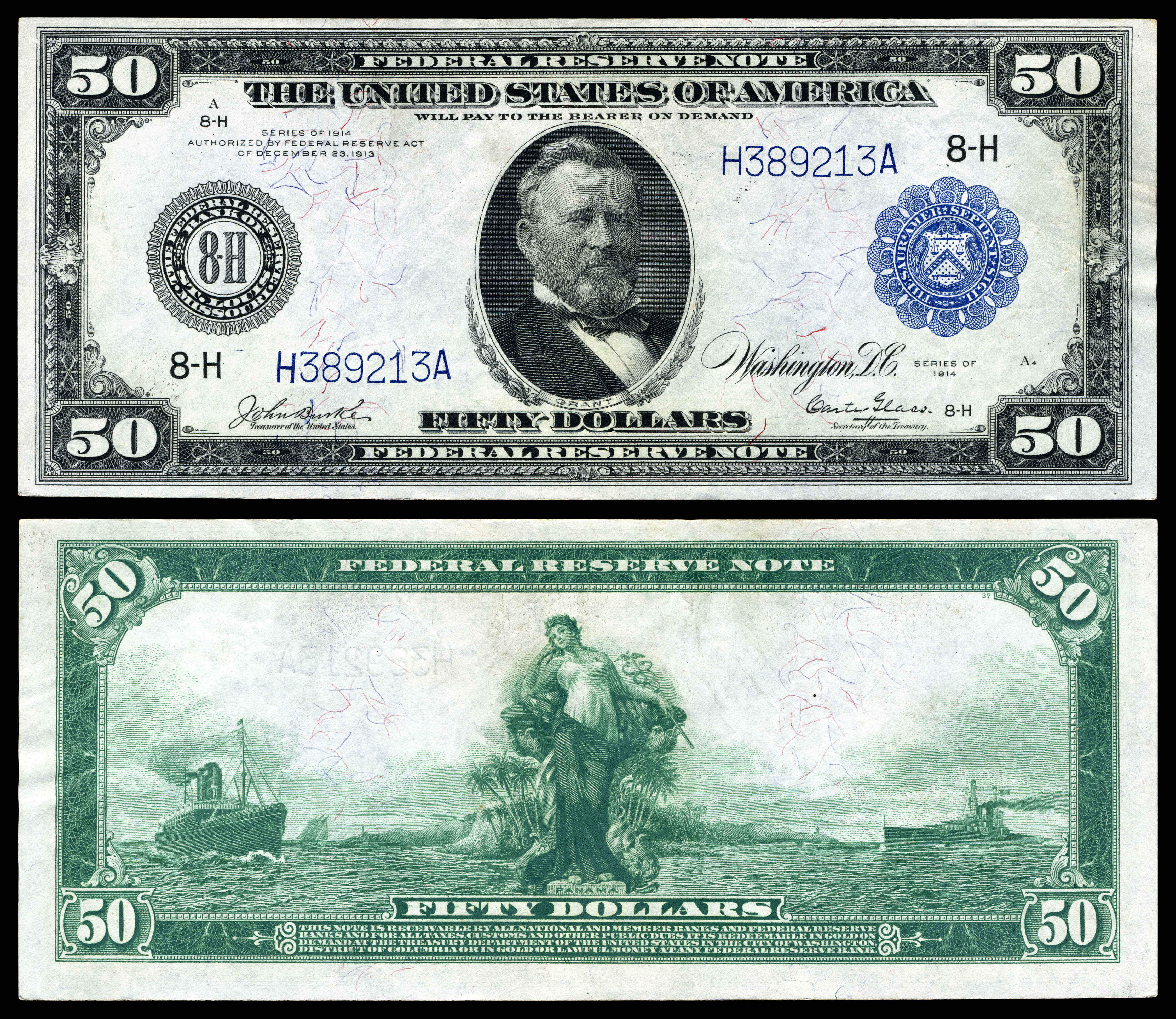
Billete de 50 dólares de 1914

- 1918: Los Billetes de la Reserva Federal (que no debe confundirse con los billetes de la Reserva Federal) fueron emitidas por el Banco de la Reserva Federal de San Luis. El anverso era similar a los billetes de la Reserva Federal de 1914, a excepción de una gran redacción en medio de la factura y un retrato sin borde en el lado izquierdo de la factura. El billete era una obligación del Banco de la Reserva Federal de San Luis y solo se podía canjear ahí.

### Billetes de tamaño pequeño
- 1929: En la serie de 1928, toda moneda estadounidense se cambió a su tamaño actual. Todas las variaciones de la factura 50 dólares llevarían el mismo retrato de Ulysses S. Grant, mismo diseño de la frontera en el anverso y reverso de la misma con una viñeta de los EE.UU. Capitolio mostrando el frente este. El proyecto de ley de $ 50 se publicó como la Reserva Federal de nota con un sello verde y números de serie y, como un certificado de oro con un sello de oro y números de serie. Serie de 1929

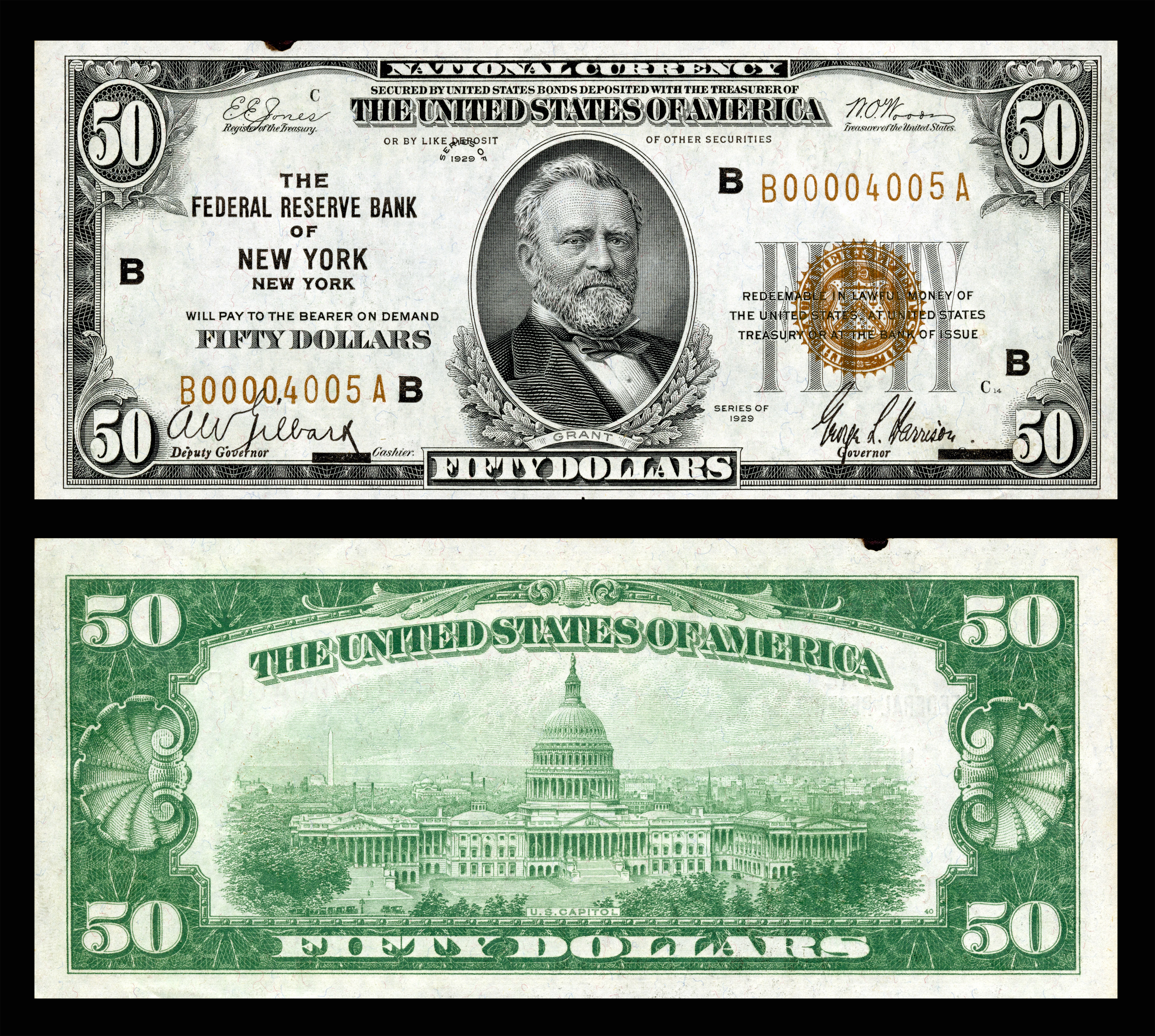
Serie de 1929

- 1933: Como una respuesta de emergencia a la Gran Depresión, el dinero adicional se bombeó a la economía estadounidense a través de Federal Reserve Bank Notes emitidos bajo la Serie de 1929. Esta fue la única factura de $ 50 de pequeño tamaño que tenía un diseño de la frontera diferente en el anverso. Los números de serie y sello en él eran marrones.

- 1934: El canjeable en la cláusula oro fue retirado de las notas de la Reserva Federal debido que los EE.UU. se retiraron del patrón oro. Se cambiaron muchos aspectos de menor importancia en el anverso de los 50 dólares de la Reserva Federal Nota: 1950. Más notablemente, el sello de la tesorería, la palabra gris CINCUENTA, y el sello de la Reserva Federal se hicieron más pequeños; Asimismo, la junta de la Reserva Federal tuvo picos añadido a su alrededor.

- 1966: PAGARÁ AL PORTADOR EN DEMANDA fue retirado del anverso y EN DIOS CONFIAMOS esta en el reverso de los 50 dólares de la Reserva Federal a partir del año que se estrenó la serie de 1963. Este billete era de curso legal para TODO PÚBLICO DEUDAS Y PRIVADO.

- 1969: El nuevo billete de 50 dólares comenzó a usar el un sello en inglés en lugar del latín.

- 1991: Los primeros billetes de la nueva serie ahora tienen medidas contra la falsificación se introdujeron bajo Serie 1990 con la impresión microscópica alrededor retrato de Grant y una franja de seguridad de plástico en el lado izquierdo de la cuenta.

- 27 de octubre 1997: Principales cambios de diseño se llevaron a cabo en virtud de la Serie 1996 para disuadir a los falsificadores más. Incluido eran un retrato ampliada y fuera del centro, una vista ampliada y actualizada de los Estados Unidos. El Capitolio ahora muestra el frente del oeste en el reverso, un hilo de seguridad, que se ilumina en amarillo bajo luz ultravioleta, un numérico 50 que cambia de color de negro a verde cuando se inclina y una marca de agua de Ulysses S. Grant. Además, para las personas con limitaciones de visión, una gran oscuridad 50 esta en la esquina inferior izquierda de la marcha atrás. La junta de la Reserva Federal también fue cambiado a un cierre Sistema de la Reserva Federal unificado y una carta prefijo adicional esta en el comienzo del número de serie de la factura.

- 28 de septiembre 2004: Un diseño revisado se puso en práctica, como la serie 2004, con el primer uso de múltiples colores ya que el Certificado de Oro 1905 de $ 20. En todo el nuevo retrato frontera menos de Ulysses Grant aparece una imagen sutil, estilizado azul y rojo de fondo de la bandera estadounidense. Una pequeña estrella azul plateado también está en la parte inferior derecha del retrato de Grant. Todas las funciones de seguridad de la serie 1996 se incluyeron anteriores, aunque el que cambia de color numérica 50 se traslada ahora a partir de cobre a verde. La frontera oval y líneas finas que rodean el Capitolio de Estados Unidos en el reverso se han eliminado y reemplazado con el cielo y las nubes. El nuevo diseño también parece tener la "constelación Eurion" en la parte posterior para evitar que la fotocopia de la factura.

## Propuesta de Reagan

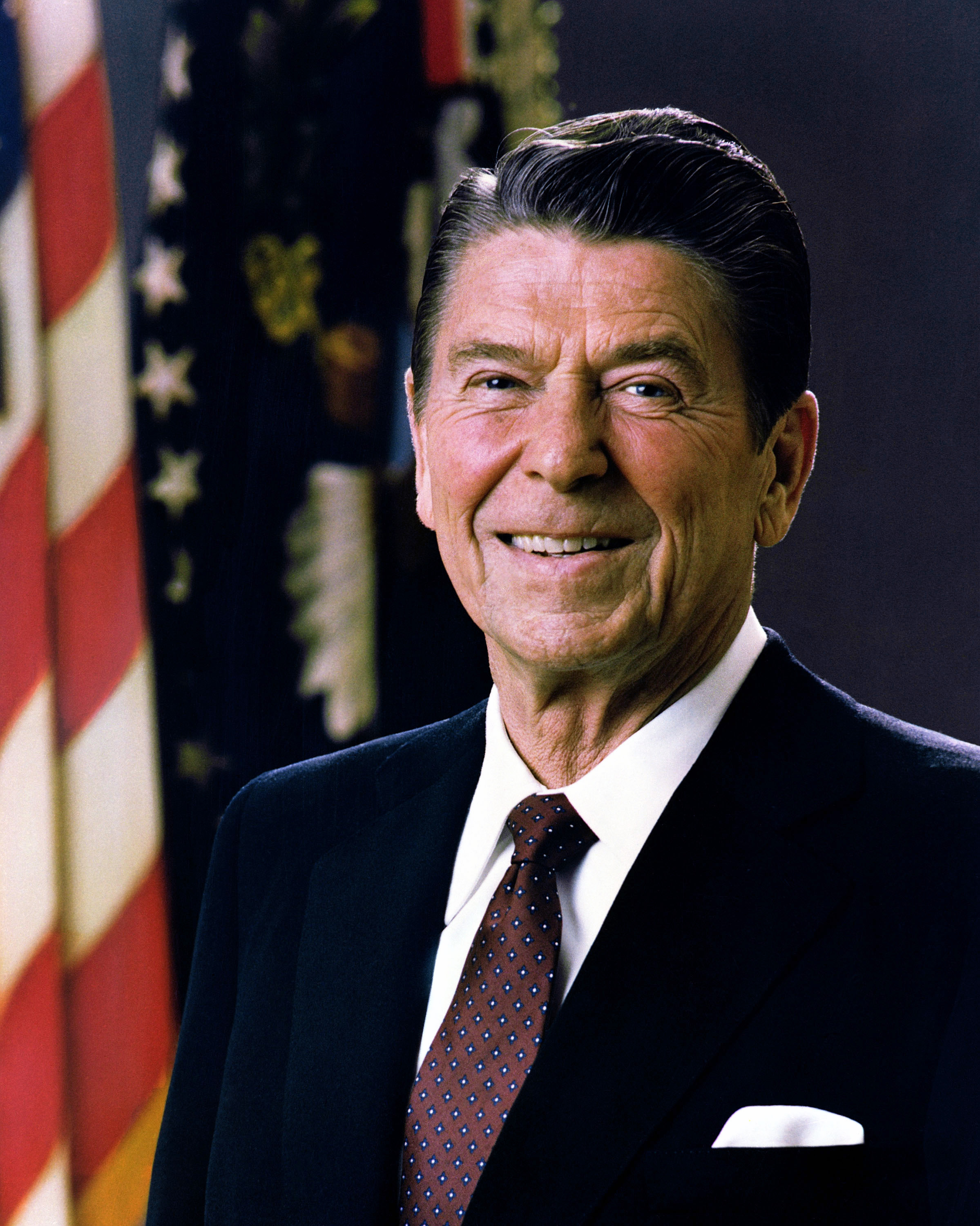
Retrato oficial de 1981 del Presidente de los Estados Unidos Ronald Reagan.

En 2005, una propuesta para poner el retrato de Ronald Reagan en el billete de $50 se puso delante, pero nunca fue más allá de la Comisión de Servicios Financieros de la Cámara, a pesar de que los republicanos controlaban la Cámara.
El republicano Patrick McHenry de Carolina del Norte en 2010 presentó otro proyecto de ley pero tampoco tuvo éxito.